# Chișoda, Timiș
Chișoda (germană Alt-Kischoda, Altkischoda, maghiară Tesöld, alternativ Kisoda) este un sat în comuna Giroc din județul Timiș, Banat, România. Datorită dezvoltării rezidențiale accelerate din ultima perioadă, localitatea s-a alipit teritorial de Municipiul Timișoara.

## Istoric

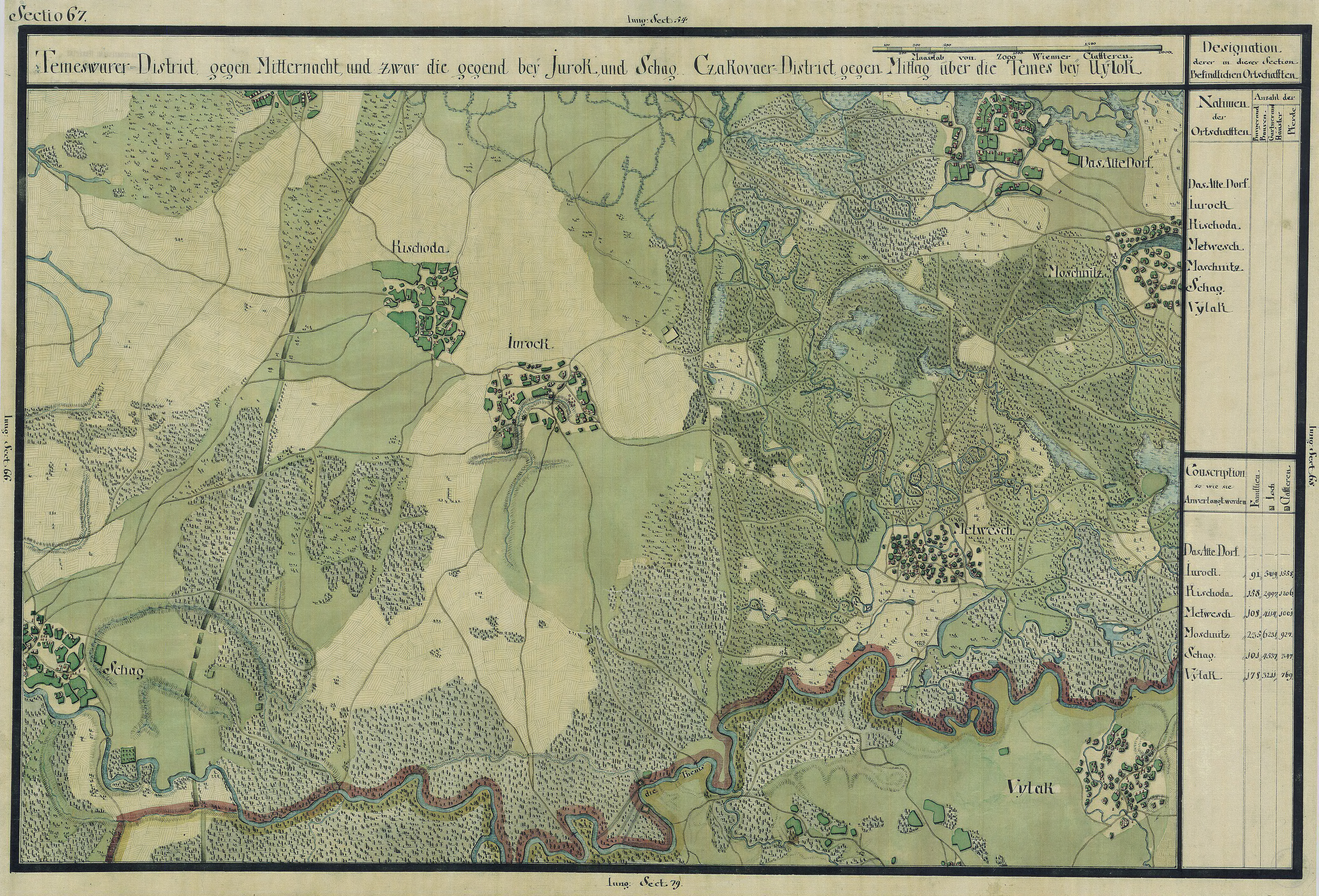
Chișoda în Harta Iosefină a Banatului, 1769-72

Chișoda este unul din vechile sate românești din Câmpia Banatului. Prima atestare documentară a localității este din 1332, sub numele de Tesola. Când turcii au intrat în Banat, satul a fost complet pustiit de aceștia. El a fost reînființat între 1730 - 1760 cu numele de Kisoda sau Kischoda. În dicționarul său, Korabinski descria localitatea astfel: „Comuna Kisoda este situată la 1/4 mile de Timișoara, lângă Jurok (Giroc), cu locuitori valahi, cultivatori de pepeni și ardei turcesc vândut ieftin.”
Satul a fost sistematizat în perioada domniei Mariei Tereza și are o structură tipic germană, cu străzi perpendiculare.
În 1914, istoricul maghiar Samu Borovszky descria așezarea, în lucrarea sa intitulată Magyarország vármegyéi és városai. Temes vármegye és Temesvár (în traducere: Comitatele și orașele Ungariei. Comitatul Timiș și Timișoara), astfel:
„Tesöld (anterior Kissoda). Mică localitate situată la sud de Timișoara. Are 313 case și 3007 locuitori, dintre care 387 sunt maghiari, 1301 sunt de limbă germană și 1309 sunt de limbă română, de religie romano-catolică și greco-ortodoxă. Are oficiu poștal, telegraf și stație de cale ferată locale. Încă din Evul Mediu exista o așezare numită Tesöld în această zonă, menționată în dijmele papale din 1332-37 sub numele Tesola și Tesuld. Dezső Csánki plasează această localitate pe locul actualei Tesöld, în timp ce Ágoston Bárány consideră că era situată între Beregsău Mare și actualul Beregsău Mic. În 1399, a fost proprietatea lui Domonkos Pogány, în 1456 a lui Ioan de Hunedoara, iar ulterior a lui Mihai Szilágyi și a familiei Berekszói Hagymás. În 1462, când Miklós Berekszói Hagymás l-a recunoscut ca frate pe János Szentgirolti, acesta din urmă a revendicat și drepturi asupra acestei localități. În 1464, proprietarii erau László, fiul lui Máté Szegedi, și János Szentgirolti. În perioada ocupației otomane, localitatea a fost complet distrusă. Actuala așezare a fost repopulată între anii 1725 și 1760. Pe harta oficială din 1761, este menționată sub numele de Kischoda, fiind locuită de ortodocși. Ulterior, aici s-au stabilit germani. În 1838, localitatea avea 59 și 2/8 loturi de iobagi. În trecut, Camera era proprietarul major al pământurilor, însă în prezent parohia greco-ortodoxă deține o parte mai mare din terenurile de aici. În localitate se află fabrica de cărămidă și ciment Latter și Asociații, precum și fabrica de cărămidă cu abur Herkules. Localitatea include și așezările Kendetelep, Kispuszta (anterior Szalay-puszta), Körrét-puszta (anterior Leitner, Plausch și Keresztes-puszta), Közép-puszta (anterior Száló-puszta), Mátyás-puszta (anterior Kerner-puszta), și Öregrét-puszta (anterior Niamessny-puszta).”—Samu Borovszky, Magyarország vármegyéi és városai. Temes vármegye és Temesvár
În anul 1923 a luat ființă aici Banca populară "Ghiroceana".

## Demografie
La recensământul din anul 1930 au fost înregistrați în Chișoda 1.615 locuitori, dintre care 1.087 români, 399 germani, 104 maghiari, 13 țigani, 7 sârbi și 5 bulgari. Din punct de vedere confesional populația era alcătuită din 1.086 ortodocși, 478 romano-catolici, 22 greco-catolici, 19 luterani, 5 reformați și 2 baptiști.
În anul 1992 au fost înregistrați 1.829 locuitori, dintre care 1.640 români, 80 maghiari, 72 germani, 18 țigani, 13 sârbi ș.a. Din punct de vedere confesional structura populației a devenit următoarea: 1.575 ortodocși, 124 romano-catolici, 109 baptiști, 93 penticostali, 18 reformați, 2 greco-catolici și 1 luteran.
Evoluția populației:

## Personalități locale
- Aurel Jivi (n. 2 august 1943), teolog.